# 1991년 크로아티아 독립 국민투표
1991년 크로아티아 독립 국민투표는 1991년 5월 19일에 크로아티아 사회주의 공화국에서 실시된 국민투표로 크로아티아의 유고슬라비아 사회주의 연방공화국에서 독립 여부를 결정하는 투표이다. 
크로아티아는 1990년 크로아티아 총선과 유고슬라비아의 붕괴로 인해 발생한 민족주의적인 긴장이 맴돌자 1991년 5월 19일에 독립을 결정하는 국민 투표를 진행했다. 유권자 중 83%가 이 투표에 참여했으며 이 중 93%가 크로아티아의 독립을 찬성했다. 투표 후 그 해 6월 25일 크로아티아는 유고슬라비아로부터 독립을 선언했다. 그러나 유럽 경제 공동체와 유럽 안보 협력 회의는 크로아티아에 모라토리엄을 선언하여 크로아티아는 3개월 간 모라토리엄 상태에 놓였다. 1991년 10월 8일 크로아티아 의회는 크로아티아 공화국이 유고슬라비아에서 완전히 독립했음을 선포했으며, 1992년 국제 연합과 유럽 경제 공동체는 크로아티아를 정식 독립국으로 승인했다.